# Heinrich Lipperade

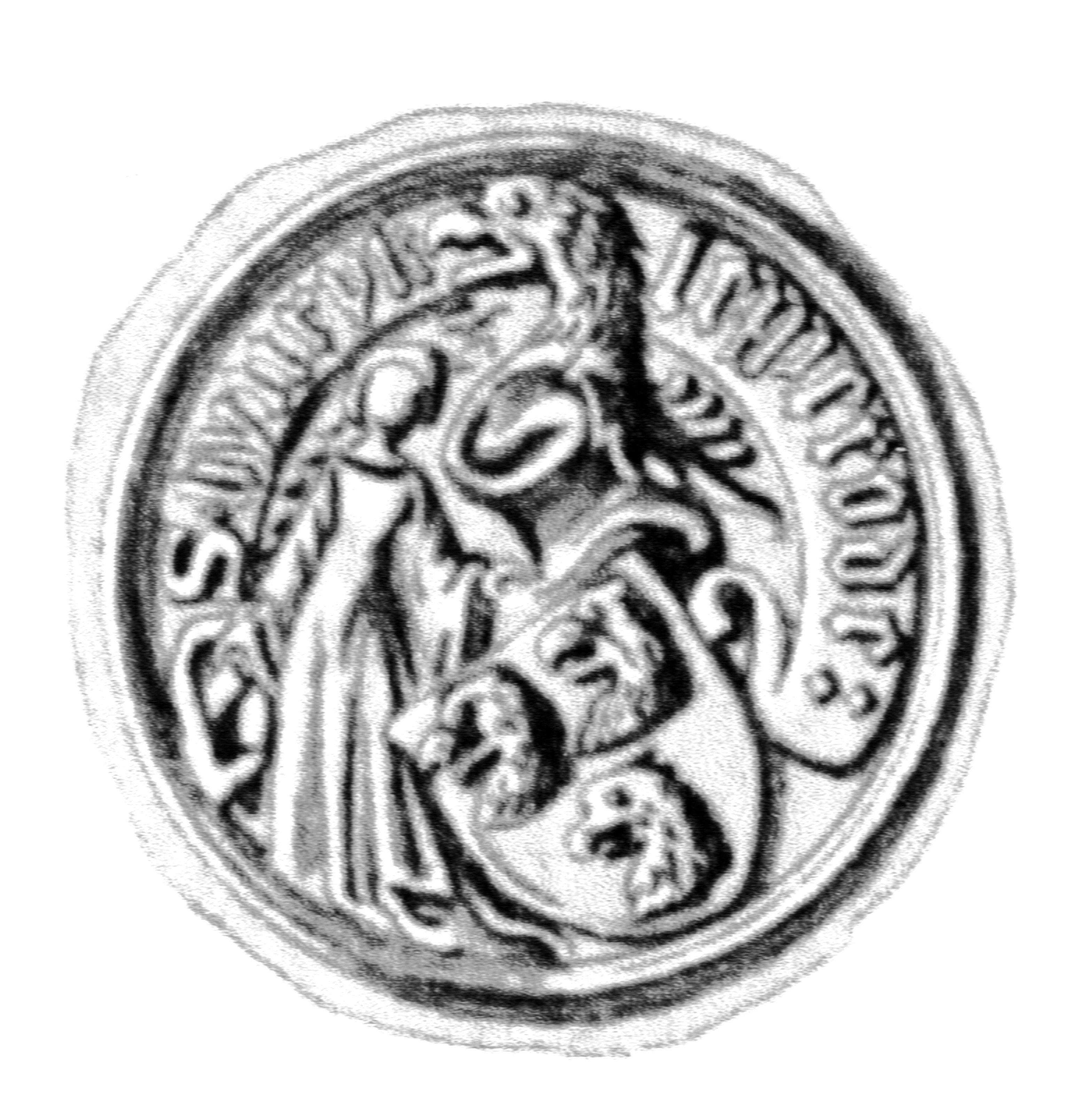
Siegel des Heinrich Lipperade um 1469

Heinrich Lipperade († 1470 in Lübeck) war Kaufmann und Ratsherr der Hansestadt Lübeck.

## Leben
Heinrich Lipperade (der Ältere) war Sohn des Lübecker Bürgers Hermann Lipperade († nach 1396), welcher aus der Herrschaft Lippe nach Lübeck zugewandert war. 1439 wurde er in den Lübecker Rat erwählt. Er wurde 1443 Mitglied der patrizischen Zirkelgesellschaft. Lipperade vertrat die Stadt vielfach als Gesandter, so 1444 auf der Insel Fehmarn, 1457 in Wismar, 1459 gehörte er der Lübecker Gesandtschaft an, die an den Verhandlungen zwischen den Königen Christian I. von Dänemark und Kasimir II. von Polen stattfanden. Gemeinsam mit dem Ratsherrn Werner Grambek vertrat er 1460 Lübecker Gläubigerinteressen gegenüber dem Rat der Stadt Lüneburg. 1462 war er als Gesandter in Kopenhagen, dann 1464 in Danzig und Thorn um Ausgleich und Frieden zwischen dem Hochmeister des Deutschen Ordens Ludwig von Erlichshausen, dem polnischen König Kasimir II. und den preußischen Städten bemüht. 1465 gehörte er der Gesandtschaft an, die mit Abgesandten des Königs Eduard IV. von England über einen Frieden verhandelte. In Testamenten Lübecker Bürger wird er mehrfach als Urkundszeuge und als Vormund aufgeführt.
Heinrich Lipperade war zweimal verheiratet. In zweiter Ehe heiratete er eine Tochter des Lübecker Bürgers Johann Hertze. Er bewohnte zunächst das Hausgrundstück in der Mengstraße 10, dann die Mengstraße 18 und zuletzt die Mengstraße 16. Der Ratsherr Hinrich Lipperade der Jüngere war sein Sohn.